# AMOS-5
AMOS-5 ist ein ehemaliger kommerzieller Kommunikationssatellit des israelischen Unternehmens Spacecom. Die Kommunikation zu AMOS-5 brach am 21. November 2015 aus ungeklärter Ursache ab und konnte nicht mehr hergestellt werden, was zu einem Totalverlust des Satelliten führte.

## Aufbau
Anders als die vorangegangenen Satelliten wurde AMOS-5 vom russischen Hersteller ISS Reschetnjow gebaut. Der Vertrag wurde am 30. Juli 2008 in Tel Aviv unterzeichnet. Es basiert auf dem Satellitenbus Express 1000H und kostete 157 Millionen US-Dollar.
Der dreiachsenstabilisierte Satellit ist mit 16 Ku-Band- und 18 von Thales Alenia Space gelieferten C-Band-Transpondern sowie drei Ku-Band-Antennen und einer C-Band-Antenne ausgerüstet.

## Missionsverlauf
AMOS-5 wurde am 11. Dezember 2011 um 12:17 Uhr MEZ mit einer Proton-M/Bris-M-Trägerrakete vom Raketenstartplatz Baikonur (zusammen mit Lutsch 5A) in eine geostationäre Umlaufbahn gebracht. Er versorgte zusammen mit den zusammen bei 4° West positionierten Satelliten AMOS-2 und AMOS-3 von der Position 17° Ost aus Afrika und Teile Europas mit Fernseh- und Radioprogrammen sowie Telekommunikationsdienstleistungen.
Am 21. November 2015 brach der Kontakt zum Satelliten ab. Als Spacecom dies am Folgetag bekannt gab, brach der Aktienkurs ein. Eine Ursache für den Ausfall konnte nicht festgestellt werden, weil offenbar die gesamte Elektronik außer Betrieb war. Mitte Dezember 2015 gab Spacecom den Satelliten auf.